# Kearnemalvastrum subtriflorum
Kearnemalvastrum subtriflorum là một loài thực vật có hoa trong họ Cẩm quỳ. Loài này được (Lag.) D.M.Bates mô tả khoa học đầu tiên năm 1967.